# シティ・オブ・ソルズベリー
シティ・オブ・ソルズベリー（英語: City of Salisbury）は、オーストラリア連邦南オーストラリア州アデレード大都市圏北縁に位置する地方公共団体（LGA:local government area）。2009年現在の推計人口は130,022人、面積は158平方キロメートル。市議会はソルズベリー中心業務地区に置かれている。
地理的にはアデレードの郊外にあたる。2012年現在、市議会は水管理と水の再利用に関して先進的な取り組みを行っている。

## 地域
シティ・オブ・ソルズベリーは地中海性気候（Cs）であり1年を通して温和な気候である。地形はほぼ平坦であるが、東部に海岸方向に傾斜した高台が存在する。
市内の教育機関は、小学校が25校、中等学校が10校、高等学校が4校、そして南オーストラリア大学となっている。

## 歴史
開拓が始まった頃は、穀物と牧羊を主とする農村であったが、次第に果樹園や市場が形成され、自動車産業を中心とする工業化も進展した。1848年に市制を施行した。
1987年には日本の通商産業省（当時）の提案により、市の郊外部に「マルチファンクションポリス」と呼ばれる職住一体の未来都市を建設する事業が開始された。

## 市内の地区と郵便番号
| 地区名（英語）    | 地区名（日本語）         | 郵便番号 |
| ----------------- | ------------------------ | -------- |
| Bolivar           | ボリバル                 | 5110     |
| Brahma Lodge      | ブラーマロッジ           | 5109     |
| Burton            | バートン                 | 5110     |
| Cavan             | キャバン                 | 5094     |
| Direk             | ディレク                 | 5110     |
| Dry Creek         | ドライクリーク           | 5094     |
| Edinburgh         | エディンバラ             | 5111     |
| Elizabeth Vale    | エリザベスヴァーリ       | 5112     |
| Globe Derby Park  | グローブダービーパーク   | 5110     |
| Green Fields      | グリーンフィールズ       | 5107     |
| Gulfview Heights  | ガルフヴューハイツ       | 5096     |
| Ingle Farm        | イングルファーム         | 5098     |
| Mawson Lakes      | モーソンレイクス         | 5095     |
| Para Hills        | パラヒルズ               | 5096     |
| Para Hills West   | パラヒルズウェスト       | 5096     |
| Para Vista        | パラヴィスタ             | 5093     |
| Parafield         | パラフィールド           | 5106     |
| Parafield Gardens | パラフィールドガーデンズ | 5107     |
| Paralowie         | パラローウィー           | 5108     |
| Pooraka           | プーラカ                 | 5095     |
| Salisbury         | ソルズベリー             | 5108     |
| Salisbury Downs   | ソルズベリーダウンズ     | 5108     |
| Salisbury East    | ソルズベリーイースト     | 5109     |
| Salisbury Heights | ソルズベリーハイツ       | 5109     |
| Salisbury North   | ソルズベリーノース       | 5108     |
| Salisbury Park    | ソルズベリーパーク       | 5109     |
| Salisbury Plain   | ソルズベリープレーン     | 5109     |
| Salisbury South   | ソルズベリーサウス       | 5106     |
| St Kilda          | セントキルダ             | 5110     |
| Valley View       | ヴァレーヴュー           | 5093     |
| Walkley Heights   | ウォークリーハイツ       | 5098     |
| Waterloo Corner   | ウォータールーコーナー   | 5110     |

## 姉妹都市
- 日本千葉県茂原市（2002年5月25日締結）[6][7]